# Efstathios Topalidis
Efstathios Topalidis –en griego, Ευστάθιος Τοπαλίδης– (Atenas, 12 de octubre de 1978) es un deportista griego que compitió en lucha libre. Ganó una medalla de bronce en el Campeonato Europeo de Lucha de 2005, en la categoría de 120 kg.

## Palmarés internacional
| Campeonato Europeo | Campeonato Europeo | Campeonato Europeo | Campeonato Europeo |
| Año                | Lugar              | Medalla            | Categoría          |
| ------------------ | ------------------ | ------------------ | ------------------ |
| 2005               | Varna (Bulgaria)   | Medalla de bronce  | 120 kg             |